# Bosko's Parlor Pranks

Bosko's Parlor Pranks est un court métrage d'animation américain, en couleur de la série des Happy Harmonies réalisé par Hugh Harman, sorti le 24 novembre 1934.
Il fait aussi partie des films ayant pour personnage principal Bosko.

## Fiche technique
- Titre : Bosko's Parlor Pranks
- Série : Happy Harmonies
- Réalisateur : Hugh Harman
- Voix : Rochelle Hudson (Honey), Carman Maxwell (Bosko)
- Producteur : Hugh Harman, Rudolf Ising
- Production : Harman-Ising Studio
- Distributeur : Metro-Goldwyn-Mayer
- Date de sortie[1] : 24 novembre 1934
- Format d'image : Couleur (Cinecolor)
- Son : Mono (Vitaphone[1])
- Musique originale : Scott Bradley
- Durée : 7 min 52
- Langue : (en)
- Pays de production :  États-Unis